# Nils Möller (köpman)
Nils Möller, född 9 oktober 1825, Brunnby,  död 14 maj 1903, Helsingborg, var en svensk sjökapten och köpman som var verksam i Hongkong och Shanghai. 
Han var kapten 1853 på briggen Melbourne vilket var Ludvig Tydén & Co´s första resa till Australien. 
Nils var gift med Jenny Charlotta Maria Holm (d. 1959) och fick två barn med henne.. 
Efter Melbourne var han befälhavare hos Lovén & Co. med fullriggaren Francisca men återvände sedan till Ludvig Tydén & Co 1860 på skeppet Therese. Therese kom till London 1860 och här gifte sig Nils med en engelsk kvinna, Alethea Appleby, som troligen också följde med ombord. Nils köpte in sig i Therese och ägde en fjärdedel. Therese gjorde under de närmaste åren flera resor till bland annat Hongkong och Shanghai vilket ledde till att Nils Möller och hans fru flyttade till Shanghai i början av 1860-talet. De fick fyra barn. Nils blev nu redare för ett flertal segelfartyg, vilket så småningom utvecklades till familjeföretaget Möller & Co. Företaget grundades 1882 i Shanghai. 
Han förvärvade fartyget Osaka år 1885 från Thomas Roberts, Llanelly, Carmarthenshire, ett skepp som byggts av William Pile för Killick Martin & Company.  
Nils fru Alethea Appleby flyttade tillbaka till England. Nils gifte om sig med en annan engelska, Hannah Marion Clappison, och med henne fick han också fyra barn. År 1903 tog två av sönerna över företaget som bytte namn till Moller Bros. En av sönerna var Eric B. Möller som slutligen blev den som tog över företaget 1910 (eller 1913) och namnet ändrades tillbaks till Möller & Co. Företaget satsade nu på fastigheter och försäkringar. Företaget var verksamt i Hong Kong fram till 1990-talet. Nils dog av "hjärtfel" 1903.